# Børnehjælpsdagen 1905, I
 For alternative betydninger, se Børnehjælpsdagen (flertydig). (Se også artikler, som begynder med Børnehjælpsdagen)
|  | Denne artikel er oprettet af botten PalnaBot ud fra en ekstern database. Den kan derfor have sproglige fejl eller mangler. Denne skabelon kan fjernes efter kontrol af indholdet. |

Børnehjælpsdagen 1905, I er en film instrueret af Peter Elfelt.

## Handling
Børnehjælpsdagens komité. Optog gennem Københavns gader. Studenter indsamler penge fra hestevogn. Vogntog passerer d'Angleterre og Holmens Kanal.